# From Hell to Texas
Albums de Nashville Pussy
Dirty Best Of
From Hell to Texas est le cinquième album du groupe Nashville Pussy. Sortit le 16 février 2009, l'album fut enregistré dans le mythique  studio d'enregistrement de la légende de la musique country Willie Nelson à Austin, Texas. La rumeur voudrait que Lemmy Kilmister posa sa voix sur le morceau Lazy Jesus, mais rien n'a été confirmé.

## Liste des chansons
1. Speed Machine	- 3:06
2. From Hell to Texas - 2:07
3. Drunk Driving Man - 3:36
4. Lazy Jesus - 3:04
5. I'm So High -	3:56
6. Ain't you business - 2:31
7. Dead Men Can't Get Drunk - 3:00
8. Late great USA - 2:08
9. Pray For The Devil - 3:57
10. Why Why Why - 2:52
11. Stone Cold Down - 4:35
12. Give Me A Hit Before I Go - 3:57

## Membres du groupe
- Blaine Cartwright - Guitare / chant
- Ruyter Suys - Guitare /chant
- Karen Kuda - basse / chant
- Jeremy Thompson - batterie